# Bosque esclerófilo y semicaducifolio de la península ibérica
El bosque esclerófilo y semicaducifolio de la península ibérica es una ecorregión de la ecozona paleártica, definida por WWF, que se extiende por el interior de la península ibérica.

## Descripción
Es una ecorregión de bosque mediterráneo que ocupa 297 700 kilómetros cuadrados en las mesetas, valles y llanuras del interior de la península ibérica, en España y Portugal.
La ecorregión cubre las cuencas interiores de los principales ríos de Iberia: Duero, Tajo, Guadiana, Guadalquivir y Ebro. Limita al norte con los bosques mixtos pirenaicos y cantábricos de clima templado. Las montañas del interior de España, que dividen las diversas cuencas hidrográficas, albergan las distintas ecorregiones de bosques montanos del noroeste ibérico y bosques de coníferas ibéricas. Las ecorregiones separadas también ocupan las tierras bajas costeras: los bosques esclerófilos y mixtos mediterráneos del suroeste ibérico al suroeste, los arbustos y bosques del sureste ibérico al sureste, y los bosques mediterráneos del noreste de España y el sur de Francia al este.

## Flora

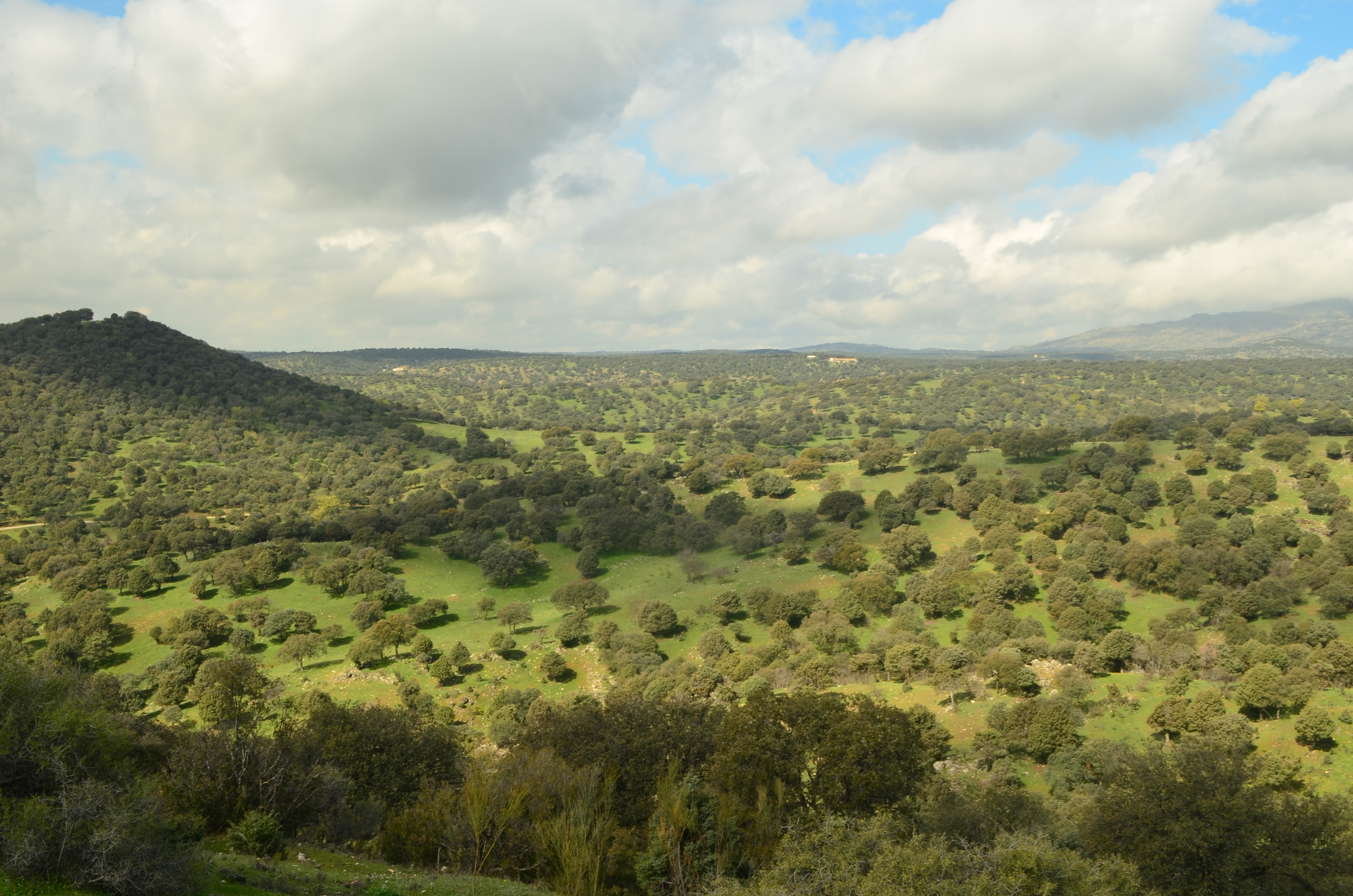
Dehesas del interior peninsular.

Las comunidades vegetales incluyen bosques, matorrales, pastizales, matorrales bajos y humedales. Los árboles predominantes son especies de hoja caduca, esclerófila de hoja perenne y coníferas.
Los bosques de encina (Quercus ilex) fueron una vez predominantes en llanuras y valles con suelo aluvial profundo. Durante siglos, estos bosques se han convertido en campos para la agricultura, pastos o matorrales. Los matorrales de maquis cubren una densa espesura de altos arbustos leñosos y árboles bajos, mezclados con arbustos bajos, hierbas y pastos.
Los bosques de algarrobos y los maquis son comunes en la parte sur de la ecorregión y en los cañones de las cuencas del norte del Duero y el Tajo. El olivo silvestre (Olea europaea) y el algarrobo (Ceratonia siliqua) son los árboles predominantes, con los arbustos Chamaerops humilis, Pistacia lentiscus, Phillyrea latifolia, Phyllyrea angustifolia y Myrtus communis, así como lianas y hierbas.
Los bosques de pino piñonero (Pinus pinea) y pino marítimo (Pinus pinaster) se encuentran en suelos arenosos y dunas del interior, y en suelos derivados de rocas silíceas. Los pinos piñoneros proporcionan piñones comestibles y los pinos marítimos proporcionan resina de pino.
Áreas del sureste y del valle del Ebro con suelos de piedra caliza, margas y yesos albergan un paisaje de mosaico, con bosque mixto de pino carrasco (Pinus halepensis) y carrasca (Quercus coccifera), bosques abiertos de enebros de Juniperus thurifera y Juniperus phoenicea, pastizales esteparios con Stipa tenacissima y Lygeum spartum.
Los humedales salinos inundados estacionalmente sirven de refugio a especies como: Suaeda fruticosa, Microcnemum coralloides, Aizoanthemum hispanicum y Arthrocnemum glaucum. Estas cubren áreas con drenaje deficiente.
Los paisajes agro-pastoriles tradicionales, conocidos como dehesa en España y montado en Portugal, se encuentran en la parte occidental de la ecorregión y se extienden hacia la ecorregión adyacente de bosques mixtos y esclerófilos mediterráneos del suroeste ibérico. Entre ellos destacan el alcornoque (Quercus suber) disperso y las encinas intercaladas con campos agrícolas, olivos y otros árboles frutales y pastos. Las dehesas sustentan la vida silvestre, así como el ganado y los cultivos, y los productos forestales como el corcho, la miel, las setas y la caza. Durante el siglo XX, se despejaron muchas dehesas y montados para crear campos monocultivos más grandes de cereales y otros productos agrícolas.

## Fauna

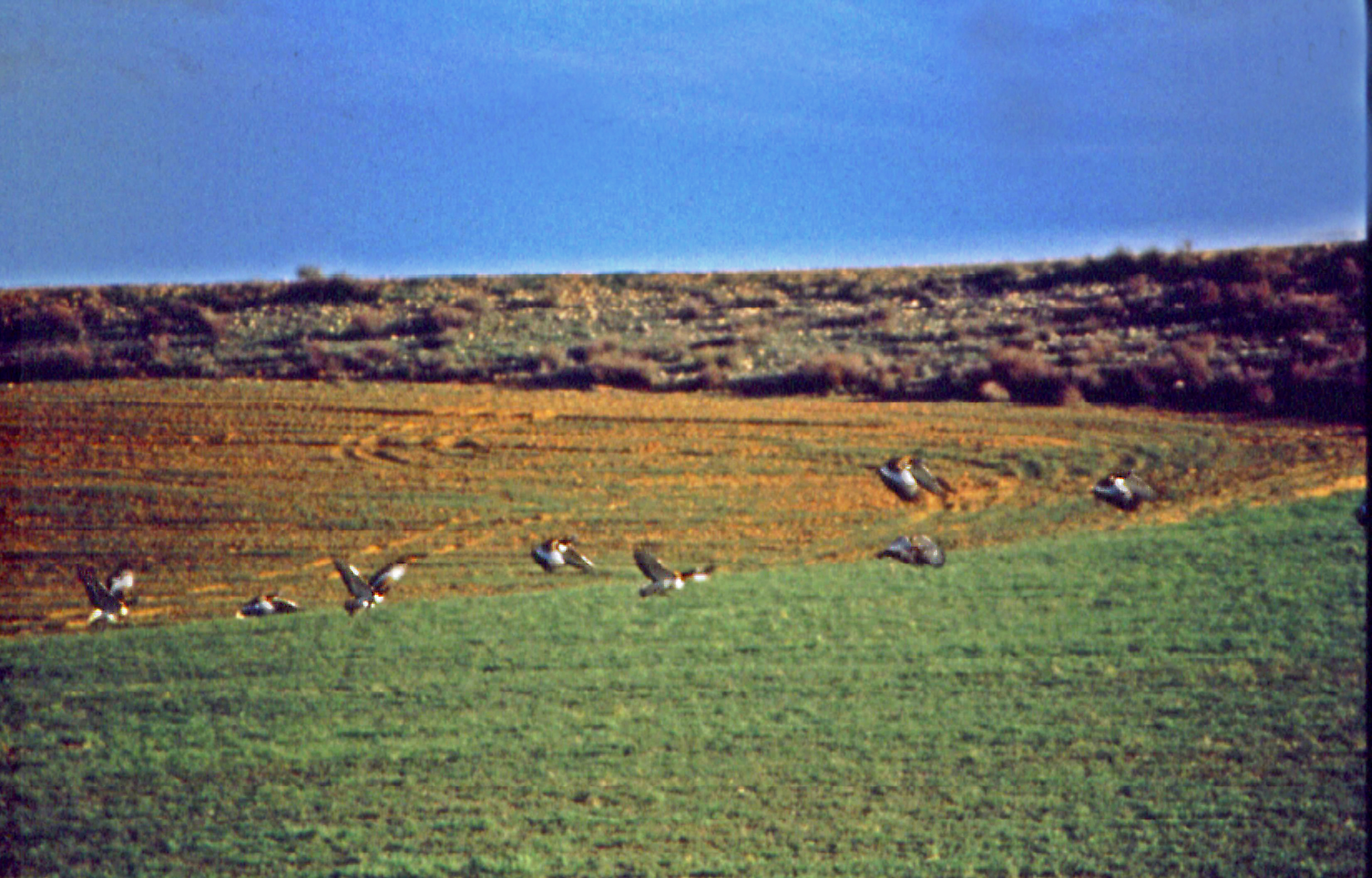
Avutardas levantando el vuelo en la meseta castellana (Alaejos, Provincia de Valladolid).

La ecorregión alberga pequeñas poblaciones de lobo ibérico (Canis lupus signatus) en las llanuras de la Meseta Central y de lince ibérico (Lynx pardinus) en el suroeste. Las aves residentes durante todo el año incluyen el águila imperial ibérica (Aquila adalberti) y la avutarda (Otis tarda). Los bosques son zona de invernada de grullas comunes (Grus grus) y zona de cría de cigüeñas blancas (Ciconia ciconia) y cigüeñas negras (Ciconia nigra)

## Estado de conservación
En peligro crítico. La deforestación, la agricultura intensiva y la erosión han alterado significativamente el paisaje. La ecorregión también se encuentra amenazada por la construcción de presas y carreteras y la caza excesiva.

## Protección
74,552 km², o el 25%, de la ecorregión forma parte de áreas protegidas. Estas incluyen el parque natural del Valle del Guadiana en Portugal, y el parque natural Sierra Norte de Sevilla, parque natural Sierra de Hornachuelos, parque natural de Sierra Mágina, parque natural Sierra de Andújar, parque natural de los Arribes del Duero, parque nacional de Monfragüe, Parque nacional de Cabañeros y parque nacional de las Tablas de Daimiel, en España.